# Turniej o Łańcuch Herbowy Miasta Ostrowa Wielkopolskiego 2008
Turniej o Łańcuch Herbowy Miasta Ostrowa Wielkopolskiego 2008 – turniej żużlowy, rozegrany po raz 56. w Ostrowie Wielkopolskim, w którym zwyciężył Polak Jarosław Hampel.

## Wyniki
- Ostrów Wielkopolski, 14 września 2008
- Sędzia: Wojciech Grodzki

| Msc. | Zawodnik             | Państwo         | Pkt   |             |  |
| ---- | -------------------- | --------------- | ----- | ----------- |  |
| 1    | Jarosław Hampel      | Polska          | 14    | (3,3,3,2,3) |  |
| 2    | Rune Holta           | Polska          | 10 +3 | (3,2,2,2,1) |  |
| 3    | Leigh Adams          | Australia       | 10 +2 | (2,3,3,2,0) |  |
| 4    | Adam Skórnicki       | Polska          | 10 +1 | (1,1,3,2,3) |  |
| 5    | Chris Holder         | Australia       | 9     | (0,1,2,3,3) |  |
| 6    | Chris Harris         | Wielka Brytania | 9     | (1,3,1,1,3) |  |
| 7    | Jason Crump          | Australia       | 8     | (3,3,1,d,1) |  |
| 8    | Damian Baliński      | Polska          | 8     | (2,0,3,1,2) |  |
| 9    | Scott Nicholls       | Wielka Brytania | 8     | (3,0,2,1,2) |  |
| 10   | Fredrik Lindgren     | Szwecja         | 8     | (2,0,2,3,1) |  |
| 11   | Emil Saifutdinow     | Rosja           | 7     | (1,1,0,3,2) |  |
| 12   | Karol Ząbik          | Polska          | 5     | (0,2,0,3,d) |  |
| 13   | Piotr Protasiewicz   | Polska          | 4     | (1,2,d,0,1) |  |
| 14   | Zbigniew Czerwiński  | Polska          | 4     | (0,1,1,1,1) |  |
| 15   | Krzysztof Kasprzak   | Polska          | 3     | (0,2,1,0,d) |  |
| 16   | Lukáš Dryml          | Czechy          | 2     | (2,w,0,0,–) |  |
| 17   | rez. Marcin Liberski | Polska          | 0     | (w)         |  |

Bieg po biegu:
1. Hampel, Adams, Skórnicki, Czerwiński
2. Crump, Dryml, Saifutdinow, Ząbik
3. Holta, Baliński, Harris, Holder
4. Nicholls, Lindgren, Protasiewicz, Kasprzak
5. Crump, Kasprzak, Skórnicki, Baliński
6. Hampel, Holta, Saifutdinow, Nicholls
7. Harris, Protasiewicz, Czerwiński, Dryml (w)
8. Adams, Ząbik, Holder, Lindgren
9. Skórnicki, Lindgren, Harris, Saifutdinow
10. Hampel, Holder, Crump, Protasiewicz (d)
11. Baliński, Nicholls, Czerwiński, Ząbik
12. Adams, Holta, Kasprzak, Dryml
13. Holder, Skórnicki, Nicholls, Dryml
14. Ząbik, Hampel, Harris, Kasprzak
15. Lindgren, Holta, Czerwiński, Crump (d)
16. Sajfutdinow, Adams, Baliński, Protasiewicz
17. Skórnicki, Protasiewicz, Holta, Ząbik (d)
18. Hampel, Baliński, Lindgren, Liberski (w)
19. Holder, Sajfutdinow, Czerwiński, Kasprzak (d)
20. Harris, Nicholls, Crump, Adams
21. Bieg o 2. miejsce:  Holta, Adams, Skórnicki